# ستوك (شركة)
ستوك شركة متخصصة في السوبرماركت، تأسست سنة 1967 تابعة لمجموعة كارفور.